# Antonio Rukavina
Antonio Rukavina (Szerbül: Антонио Рукавина; Belgrád, 1984. január 26. –) szerb válogatott labdarúgó,a Villarreal játékosa.
A szerb válogatott tagjaként részt vett a 2010-es világbajnokságon.

## Válogatott statisztika
| Szerb válogatott | Szerb válogatott | Szerb válogatott |
| év               | Mérk.            | Gólok            |
| ---------------- | ---------------- | ---------------- |
| 2007             | 7                | 0                |
| 2008             | 7                | 0                |
| 2009             | 4                | 0                |
| 2010             | 4                | 0                |
| 2011             | 0                | 0                |
| 2012             | 1                | 0                |
| 2013             | 5                | 0                |
| 2014             | 2                | 0                |
| Összesen         | 30               | 0                |

## Sikerei, díjai
Szerbia U21
- U21-es Európa-bajnoki döntős (1): 2007